# Voyage au fond du labyrinthe
Voyage au fond du labyrinthe (Into the Labyrinth) est le cinquième des sept tomes qui composent le cycle Les Portes de la mort. Il a été coécrit par les écrivains Margaret Weis et Tracy Hickman en 1994.
Il a été traduit de l'américain par Simone Hilling.

## Personnages
- Haplo
- Alfred Montbank
- Seigneur Xar
- Hugh La-Main